# Stazione Centrale Generale Artigas
La stazione Centrale Generale Artigas (in spagnolo: Estación Central General Artigas) era una stazione ferroviaria di Montevideo, la capitale dell'Uruguay. Terminale principale di tutta la rete ferroviaria del paese sudamericano, fu attiva tra il 1897 ed il 2003, anno in cui fu dismessa.

## Storia
La stazione centrale Generale Artigas fu costruita a partire dal 1893 su progetto dell'italiano Luigi Andreoni poiché due anni prima un incendio aveva distrutto la stazione del Ferrocarril Central. L'edificio, costruito in stile eclettico, fu inaugurato il 23 giugno 1897 ed aperto al pubblico il 15 luglio dello stesso anno.
Nel 1955 la stazione fu ribattezzata Estación Central José Artigas mentre nel 1974 assunse la denominazione attuale. Nel 1975 la stazione fu dichiarata Monumento Nazionale.
Il 1º marzo 2003 fu aperta una nuova stazione ferroviaria, di dimensioni più ridotte, situata a 500 metri più a nord della precedente. Da quella data la stazione Artigas è abbandonata.